# Fischermann-Stagsegel

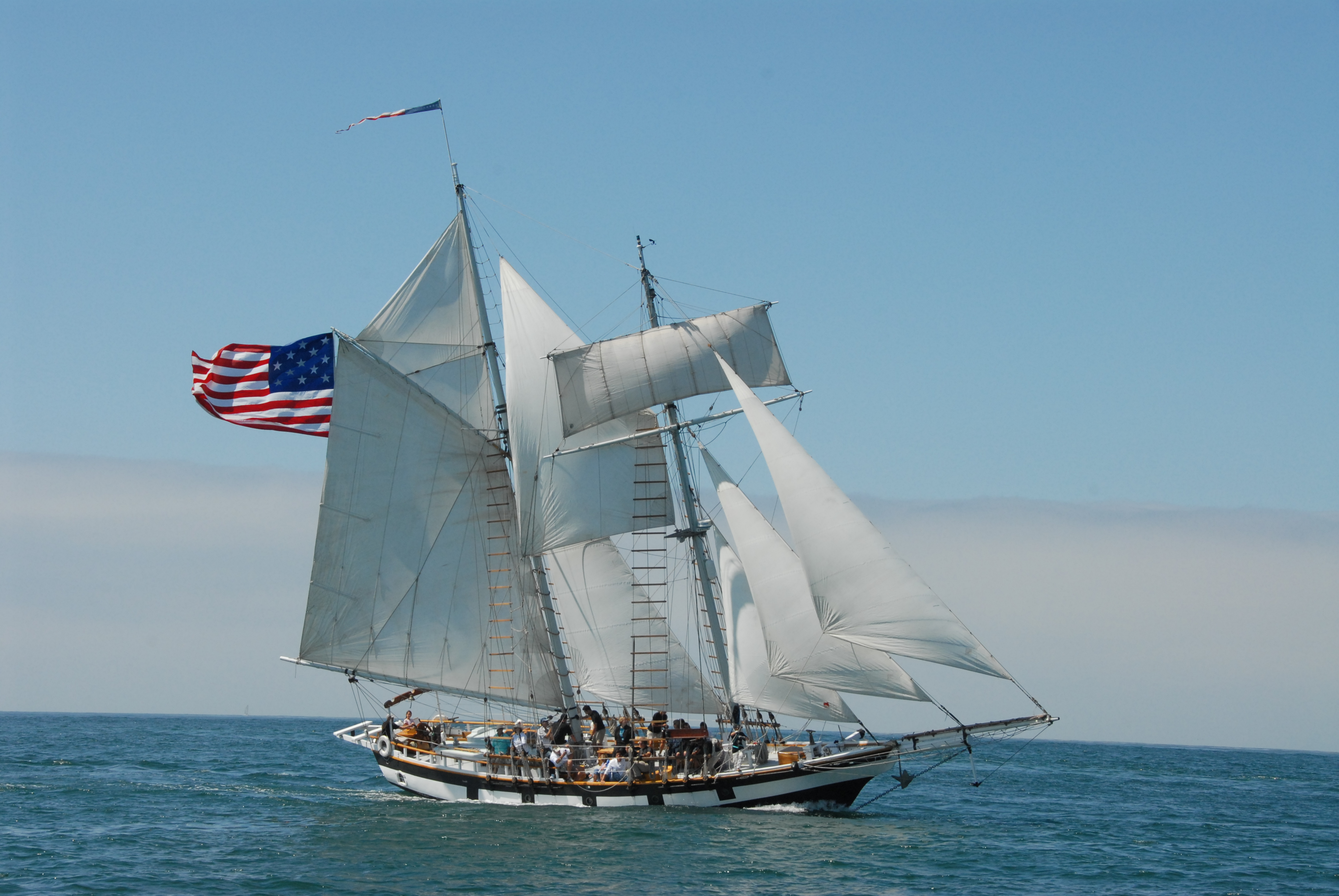
Fischermann-Stagsegel (das trapezförmige Segel zwischen den Masttoppen) beim Schoner Amazing Grace

Fischermann-Stagsegel (kurz: Fischermann) (engl.: fisherman’s staysail) ist eine traditionelle Besegelungsform von Segelschiffen für leichte Winde, bei der zwischen den Masttoppen (Mastspitzen) eines Schoners oder einer Ketsch ein zusätzliches, leichtes Stagsegel gefahren wird.
Das Segel wurde unter anderem bei Fischerbooten gefahren und ließ damit an Deck Platz zum Einholen des Netzes. Heute fahren nur noch wenige Segelschiffe eine derartige Besegelung. 